# Acanthastrea
Acanthastrea ist eine Gattung der Steinkorallen (Scleractinia). Sie kommt im Roten Meer und im tropischen Indopazifik nördlich bis Japan und östlich bis zum zentralen Südpazifik vor.

## Merkmale
Acanthastrea bildet massive Kolonien, die flach und krustenartig oder kuppelförmig wachsen können. Acanthastrea-Kolonien ähneln denen der Steinkorallenfamilie Faviidae oder denen der Gattung Blastomussa. Die Koralliten sind cerioid oder subplocoid, d. h., sie stehen allein, dicht aneinander oder mit geringem Abstand und haben eine polygonale (vieleckige) oder annähernd runde Form. Jeder Korallit ist durch eine kalkige Außenwand vom Nachbarkoralliten getrennt. Die Septen der Koralliten sind scharf gezähnt. Acanthastrea-Kolonien können bräunlich, gelblich, rot oder grünlich sein.

## Arten
- Acanthastrea bowerbanki
- Acanthastrea brevis
- Acanthastrea echinata
- Acanthastrea faviaformis
- Acanthastrea hemprichii
- Acanthastrea hillae
- Acanthastrea ishigakiensis
- Acanthastrea lordhowensis
- Acanthastrea maxima
- Acanthastrea regularis
- Acanthastrea rotundoflora
- Acanthastrea subechinata